# Sélection assistée par marqueurs
La sélection assistée par marqueurs est une méthode de sélection des animaux d'élevage ou des végétaux qui s'appuie sur la recherche de marqueurs moléculaires associés à des gènes d’intérêts.
Elle consiste à repérer des marqueurs dont la présence chez un individu peut être associé à la présence d'un gène (fort déséquilibre de liaison). Ces gènes permettent ensuite de faciliter la pratique des rétrocroisements, de mieux connaître le potentiel génétique de l'individu (prédit par exemple par un modèle de sélection génomique) ou encore de mieux prédire le résultat d'un croisement. Les marqueurs les plus couramment utilisés sont les SNPs et dans une moindre mesure, les SSRs.
Les marqueurs moléculaires peuvent servir à repérer la présence de certains gènes ayant un impact significatif sur les performances de l'organisme, appelés QTL (quantitative trait locus). L'utilisation de ces marqueurs permet d'avoir une bonne idée de la valeur génétique d'individus sans avoir à appliquer de schémas de sélection coûteux en temps et en argent.